# Бад-Байерзойен
Бад-Байерзойен (нем. Bad Bayersoien) — община в Германии, в земле Бавария. 
Подчиняется административному округу Верхняя Бавария. Входит в состав района Гармиш-Партенкирхен.  Население составляет 1164 человека (на 31 декабря 2010 года). Занимает площадь 17,65 км².